# Chris Owens
Haywood Christopher Owens, detto Chris (Akron, 1º marzo 1979), è un ex cestista statunitense, professionista nella NBA, in Europa e in Sudamerica.

## Carriera
È stato selezionato dai Milwaukee Bucks al secondo giro del Draft NBA 2002 (48ª scelta assoluta).

## Palmarès
- Coppa di Croazia: 1

Cedevita Zagabria: 2012